# Nepals kommunistiska parti (Enhetscentrerat)
Nepals kommunistiska parti (Enhetscentrerat), Nepal Kamyunista Parti (Ekata Kendra) var ett av Nepals många kommunistpartier. Det bildades i november 1990 genom samgående mellan NKP (Mashal), NKP (4:e partikongressen), NKP (J) och andra vänstergrupper.
Partiet förklarade sig vara marxist-leninistiskt och maoistiskt och sade sig förbereda en väpnad revolution. 
NKP (EC) bildade tillsammans med likasinnade grupperingar valalliansen Nepals förenade folkfront (NFF) som i valet 1991 blev tredje största parti i parlamentet, med nio mandat.
1991 och 1992 arrangerade NKP (EC) massdemonstrationer i Katmandu och andra storstäder, ofta i samarbete med NKP (Masal).
I maj 1994 sprack NKP (EC) i två delar, som båda gjorde anspråk på partinamnet och rätten till valbeteckningen NFF. När minoriteten, under ledning av Nirmal Lama, genom domstolsutslag vann den sistnämnda striden så valde majoriteten att 1995 anta namnet Nepals kommunistiska parti (Maoistiskt) medan minoriteten fortsatte använda det gamla namnet NKP(EC).
Valet blev dock ett svidande bakslag för Lama och hans NFF som i valet 1994 blev helt utan parlamentarisk representation. I valet 1999 lyckades man dock erövra ett mandat och göra parlamentarisk comeback. Året därpå dog Lama, något som banade väg för ett närmande mellan NKP (EC) och NKP (Masal), lett av Lamas gamle motståndare Mohan Bikram Singh.
2002 gick de båda partierna ihop i ett nytt parti, Nepals kommunistiska parti (EKM).